# Sphaerostephanos indrapurae
Sphaerostephanos indrapurae är en kärrbräkenväxtart som beskrevs av Holtt. Sphaerostephanos indrapurae ingår i släktet Sphaerostephanos och familjen Thelypteridaceae. Inga underarter finns listade.